# Mulvia zonata
Mulvia zonata är en insektsart som först beskrevs av Stsl 1855.  Mulvia zonata ingår i släktet Mulvia och familjen Ricaniidae. Inga underarter finns listade i Catalogue of Life.